# Steve Maaranen
Stephen Allen „Steve“ Maaranen (* 14. April 1947 in Santa Maria (Kalifornien); † 16. Juni 2019) war ein US-amerikanischer Radrennfahrer und nationaler Meister im Radsport.

## Sportliche Laufbahn
Maaranen war im Bahnradsport und im Straßenradsport aktiv. Er war Teilnehmer der Olympischen Sommerspiele 1968 in Mexiko-Stadt. In der Mannschaftsverfolgung kam das Team mit David Chauner, Skip Cutting, Steve Maaranen und John Vande Velde nicht über die Qualifikation hinaus. Zweimal gewann er den nationalen Titel im 10-Meilen-Rennen auf der Bahn.

## Berufliches
Maaranen studierte in England Politikwissenschaft. Er erlangte 1976 seinen Doktortitel in Claremont (Kalifornien). Anschließend arbeitete Maaranen am Los Alamos National Laboratory in den Bereichen Politikplanung und strategische Analyse. Von 1987 bis 1988 war er außerdem Chef der Verteidigungs- und Raumfahrtabteilung der US-amerikanischen Rüstungskontroll- und Abrüstungsbehörde. Maaranen gab mehrere Bücher über die Politik im Zusammenhang mit dem globalen Krieg und Atomwaffen heraus.